# Amtsgericht Kirchen
Das Amtsgericht Kirchen (ab 1942 Amtsgericht Kirchen-Wehbach) war ein preußisches Amtsgericht mit Sitz in Kirchen (Sieg), Rheinprovinz.

## Geschichte
Seit 1849 bestanden in Preußen Kreisgerichte. Das Kreisgericht Neuwied war dem Justizsenat Ehrenbreitstein nachgeordnet. Im Rahmen der Reichsjustizgesetze wurden diese Gerichte 1879 aufgehoben. Das königlich preußische Amtsgericht Kirchen wurde mit Wirkung zum 1. Oktober 1879 als eines von 14 Amtsgerichten im Bezirk des Landgerichtes Neuwied im Bezirk des Oberlandesgerichtes Frankfurt am Main gebildet. Der Sitz des Gerichts war die Stadt Kirchen. Sein Gerichtsbezirk umfasste aus dem Landkreis Altenkirchen die Bürgermeisterei Kirchen. Am Gericht bestand 1880 eine Richterstelle. Das Amtsgericht war damit ein kleines Amtsgericht im Landgerichtsbezirk. Mit dem Preußischen Gesetz über die Neugliederung von Gerichtsbezirken im Bereich der Oberlandesgerichte Frankfurt a. M., Hamm und Köln vom 23. Juni 1933 wurde das Landgericht Neuwied aufgehoben. Das Amtsgericht Kirchen wurde dem neu eingerichteten Landgericht Siegen zugeordnet. Im Jahre 1942 wurden Kirchen und Wehbach zu Kirchen-Wehbach zusammengeschlossen. Entsprechend erhielt das Amtsgericht den Namen Amtsgericht Kirchen-Wehbach.
Nach dem Zweiten Weltkrieg wurde das Land Rheinland-Pfalz geschaffen und die Gerichtsorganisation neu geordnet. Das Amtsgericht Kirchen-Wehbach kam damit zum Landgericht Koblenz. Im Jahre 1967 wurden die Amtsgerichte Kirchen-Wehbach, Daaden und Wissen zum Amtsgericht Betzdorf zusammengelegt.